# 李继迁
李繼遷（963年—1004年1月26日），祖籍银州（今陕西横山县），北宋項族平夏部人，西夏的奠基者，為銀州防禦使李光儼之子，拓跋思忠后代，出生地被稱為李繼遷寨，李继捧之族弟。宋朝曾赐名赵保吉。990年12月28日（契丹統和八年、北宋淳化元年）即位为夏国王，1004年1月26日（契丹統和二十二年、北宋景德元年）去世。

## 生平
史書載，“生而有齒”。幼年時即「擅騎射，饒智數」而聞名鄉里。975年，定難軍節度使李光睿（繼遷的族叔）愛其才，授年僅十二歲的繼遷為管内都知蕃落使。
982年，得知族兄李繼捧入朝，被迫交出夏、綏、銀、宥、靜五州地以后，與弟李繼沖、親信張浦等人組織和帶領党項族各部叛宋。後來李繼遷派其謀士張浦帶着重幣到遼，向遼聖宗表示願意歸附，取得了遼的支持。河西素來都為北宋重地，遼聖宗為了削弱北宋在河西的控制權，授李繼遷為定難軍節度使、夏銀綏宥靜五州觀察使、特進檢校太師，都督夏州諸軍事；以李繼沖為副使， 又以宗室女義成公主耶律汀嫁李繼遷。
根据《遼史》，遼聖宗统和四年十二月，李繼遷為了進一步取得遼的支持，親自到遼邊境請婚。遼聖宗统和七年农历三月十七日（989年4月25日），遼聖宗以义成公主下嫁李繼遷。遼聖宗统和八年農曆十二月九日（儒略历990年12月28日），遼聖宗遣使冊封李繼遷為夏國王。當初李繼捧獻出夏、綏、銀、宥、靜地入朝並非本意，因此宋朝讓他重返夏州之後，表面上敷衍宋朝，暗地卻與繼遷互相勾結，並於宋淳化二年（991年）以夏州之地附遼，被封為西平王。李繼遷在李繼捧的秘密配合下，連續出兵佔據綏、銀二州。接着，又攻慶、原（今甘肅固原縣）諸州。但由於宋朝軍隊的強大反攻，不久即退出。
997年，宋真宗即位後，對繼遷採取姑息忍讓的政策，使他勢力日益雄厚。1002年，李繼遷集結重兵攻陷靈州（今寧夏靈武西南），殺靈州知州裴濟。繼遷以其祖先世爵西平王，而他本人又受遼册封為西平王，便改靈州名為西平府。繼遷佔據西平府以後，認為西平府北控河朔、南引慶涼、據諸路上游，扼守西陲要衝；如能修城挖壕、練兵積糧，一旦四外出擊，關中就無法法防備。百姓習華風，尚禮好學，可借此地為今後進取的資本，成一方之霸。平夏地方偏僻，不如西平府前途廣大。于是令弟李繼瑗和牙校李知白等，督領民眾建造宮室、宗廟，暫定都於西平。
在勢力不斷擴張下，勝利沖昏了繼遷的頭腦，開始變得傲慢輕敵。繼遷揚言攻環（今甘肅環縣）、慶二州，而暗中則移兵攻西涼，以聲東擊西的戰術，襲破「畜牧甲天下」的西涼府。這時，歸附宋朝的吐蕃族首領潘羅支向繼遷偽降。張浦見其有詐，勸繼遷說：「兵務慎重，貴審敵情。潘羅支多年來倔強不倨，現在兵鋒未挫就歸順我們，完全是假的。不如將計就計將他消滅。」繼遷自以為天下無敵，不聽。潘羅支乘其不備，秘密集結歸附宋朝的吐蕃兵數萬人，大敗党項兵於三十九井，繼遷也身中箭矢，逃回西平。
北宋景德元年正月初二（1004年1月26日），李繼遷傷勢日重，自度性命難保。為了保住已有的割據地盤，一面要他兒子李德明上表宋朝要求歸附，麻痹宋朝，一面又對親信張浦等囑咐說：「你們和我一起征戰多年，誼同兄弟；我自幼生長兵間，歷盡了艱苦。而今以靈、夏之眾，雖不能和宋、遼爭衡，但只要你們盡力輔佐，見機行事，也許可以保持舊業，為我祖先爭取榮光。如能這樣，我就沒有甚麼遺憾了。」說完即死，年僅四十二歲。其長子李德明繼位。
夏太宗二年（1005年），李德明派兵殺了潘羅支，報了殺父之仇，諡繼遷為太祖應運法天神智仁聖至道廣德光孝皇帝，廟號武宗。
其長孫夏景宗建國後，繼遷被追尊為夏太祖，改諡为神武皇帝，其陵墓为裕陵。

## 家族
- 父：李光儼
- 母：罔氏
- 妻：罔氏、野利氏、义成公主耶律氏
- 子：李德明

## 影視形象

### 電視劇
| 年份   | 地區 | 作品       | 演員 |
| 1995年 | 中國 | 《贺兰雪》 | 汪杰 |

### 纪录片
- 《神秘的西夏》

## 備註
1. ↑  又作「太祖應運法天神智仁聖至道廣德孝光皇帝」。